# Kekuléstraße 2 (Darmstadt)
Die Villa in der Kekuléstraße 2 ist ein Bauwerk in Darmstadt.

## Geschichte und Beschreibung
Die Villa wurde im Jahre 1913 nach Plänen des Architekten Wilhelm Koban erbaut. Bauherr war ein Vizeadmiral, der das Haus aber nie bewohnte. Der erste Bewohner der Villa war Friedrich von Hombergk zu Vach.
Die Villa besitzt ein Belvedere – ein für Küstenregionen typischer Ausguck – der mit stilisierten Schiffssteuerrädern verziert ist.
Bemerkenswert ist das Dach, das sowohl mit Biberschwanzziegeln als auch mit Schiefer gedeckt ist. Koban nahm bei der Gestaltung des Belvederes expressionistische Elemente vorweg.

## Denkmalschutz
Die Villa in der Kekuléstraße ist ein typisches Beispiel für den frühen expressionistisch geprägten Baustil in Darmstadt. Aus architektonischen, baukünstlerischen und stadtgeschichtlichen Gründen ist die Villa ein Kulturdenkmal.